# پاندورا (دی‌سی کامیکس)
پاندورا (به انگلیسی: Pandora) یک شخصیت خیالی در کتاب‌های کامیک آمریکایی منتشر شده توسط دی‌سی کامیکس است. این شخصیت توسط نویسنده جف جانز و طراح اندی کیوبرت بر اساس شخصیتی به همین نام، در اساطیر یونانی خلق شده‌است که برای اولین بار در شمارهٔ ۵ از آرک داستانی فلش‌پوینت (اکتبر ۲۰۱۱) معرفی شد.
پاندورا شخصیتی اسرارآمیز است که در انتهای مجموعه فلش‌پوینت، زمانی که جهان‌های دی‌سی، ورتیگو و وایلداِستورم با یکدیگر ادغام شده‌اند حضور پیدا کرد. او باعث شد شخصیت فلش سه دنیا در خط زمانی مجزا را به منظور خلق یک جهان جدید با یکدیگر ترکیب کند که در انتشارات «نیو ۵۲» دیده می‌شود. پاندورا بعدها در سراسر دنیای دی‌سی حضور پیدا کرد.

## توانایی‌ها و قدرت‌ها
اگرچه اطلاعات زیادی دربارهٔ مخلوقی به نام پاندورا در دسترس نیست، اما او دارای دانش فراطبیعی و فراتر از قلمرو تنها یک جهان است. او مخلوقی نامیرا است و نمی‌تواند با عوامل طبیعی مرگ‌ومیر شامل فرایند پیری و کهولت سن، بیماری یا گرسنگی از بین برود. حتی به نظر می‌رسد صدمات فیزیکی نیز هیچ تأثیری بر وی ندارد، به‌طوری‌که در یکی از روایات شلیک گلوله به سر او هیچ اثری در پی نداشت. او همچنین به‌طور اسرارآمیز از تمام زبان‌های مورد استفاده بشریت آگاهی دارد.
پاندورا رزمی‌کاری حرفه‌ای محسوب می‌شود و مهارت بالایی در استفاده از سلاح گرم دارد و حتی به برخی از سلاح‌های جادویی دسترسی دارد. پس از گذشت هزاران سال، او قادر به فراگریری طیف گسترده‌ای از سبک‌های مختلف هنرهای رزمی شده‌است. او زیر نظر جادوگران باستان، شفادهندگان و درویدها چگونگی پیوند دادن طبیعت و همچنین اتصال ارواح را آموزش دیده‌است. از دیگر توانایی‌های او می‌توان به قدرت‌های جادویی، ناپدید شدن از دید و سرعت ابرانسانی اشاره کرد.